# Paynes Creek (California)
Paynes Creek es un lugar designado por el censo ubicado en el condado de Tehama en el estado estadounidense de California. En el año 2010 tenía una población de 57 habitantes.

## Geografía
Paynes Creek se encuentra ubicado en las coordenadas 40°20′39.63″N 121°54′46.83″O / 40.3443417, -121.9130083.